# 圣阿尔菲奥
圣阿尔菲奥（義大利語：Sant'Alfio），是意大利西西里大区卡塔尼亞廣域市的一个市镇。总面积23平方公里，人口1667人，人口密度72.5人/平方公里（2009年）。ISTAT代码为087046。